# Виден (връх)
 Тази статия е за върха в Конявската планина.  За селото в Южна България вижте Виден.  
Виден е най-високият връх на Конявската планина с височина 1487 м. До 29 юни 1942 г. носи името Бандера, известен е и с името Ачул (заради триангулачния знак на върха). Има конусообразна форма. Изграден от триаски варовици и мергели. От него се открива панорама към Кюстендилската котловина и околните планини. Северно от върха е построена кула, в която е разположена Районната радиорелейна и телевизионна станция. РРТС Виден е пусната в действие на 4 септември 1969 г. и покрива с радио- и телевизионен сигнал Кюстендилска област, както и част от Пернишка, Благоевградска и Софийска области. До върха има автомобилен път, отбивка на пътя Радомир – Кюстендил, дължината му е 6,6 км, като първите 1,8 км са в лошо състояние.